# タインチー県
タインチー県（タインチーけん、ベトナム語：Huyện Thạnh Trị / 縣盛治?）は、ベトナム社会主義共和国ソクチャン省の県。面積は287.47km²、人口は86,864人（2016年）である。

## 行政区画
2市鎮8社から構成される。